# Cleretum lyratifolium
Cleretum lyratifolium là một loài thực vật có hoa trong họ Phiên hạnh. Loài này được Ihlenf. & Struck mô tả khoa học đầu tiên năm 1986 publ. 1987.